# Јевгениј Пригожин
Јевгениј Викторович Пригожин (рус. Евгений Викторович Пригожин; Лењинград, 1. јун 1961 — Куженкино, 23. август 2023) био је руски олигарх, предузетник и власник руске групе компанија Конкорд и оснивач и вођа плаћеничке Групе Вагнер. Био је један од најближих сарадника Владимира Путина, све до оружане побуне групе Вагнер против Руске Федерације и Министарства одбране крајем јуна 2023. Погинуо је у авионској несрећи два месеца после побуне. Био је одликован орденима хероја Руске Федерације, хероја Доњецке НР и хероја Луганске НР.

## Каријера
Пре вођства у Вагнеру, био је власник ланаца ресторана који су сарађивали с Кремљом, због чега је добио надимак „Путинов Кувар”. Издање Пословни Петерсбург у свом Рејтингу милијардера за 2019. поставило је Ј. В. Пригожина на 72. место, процењујући његово богатство на 14,6 милијарди рубаља. Године 2016. уврштен је на листу 30 најутицајнијих људи Санкт Петербурга према публикацији Город 812.

### Група Вагнер
Контролисао је Вагнерову групу, војну структуру коју подржава руска влада и која је укључена у војне сукобе у Африци, Сирији, Украјини и другим регионима света.
Од 2016. г. је под санкцијама САД, од 2020. г. под санкцијама Европске уније и Велике Британије, од 2022. године – Аустралије, Канаде, Новог Зеланда и Јапанa. У јулу 2022, Стејт департмент САД објавио је награду од 10 милиона долара за информације о Пригожину и још 12 запослених у агенцији за истраживање интернета у вези са наводним мешањем у политичке и изборне процесе у Сједињеним Америчким Државама. ФБИ је понудио награду до 250.000 долара за помоћ у његовом хапшењу.
Група Вагнер се највише истакла у борби за град Бахмут (Артјомовск) током 2022. и 2023. године.
Покренуо је краткотрајну оружану побуну против Оружаних снага Руске Федерације и Министарства одбране 23. јуна 2023. године.

## Смрт
Дана 23. августа 2023, тачно два месеца после оружане побуне против Оружаних снага Русије, приватни авион са десет особа се срушио у близини Твера, код села Куженкино. Свих десет особа, три члана посаде и седам путника је погинуло, укључујући и Пригожина и оснивача групе Вагнер, Димитрија Уткина.

## Приватни живот
Био је ожењен и имао је троје деце.